# Obraz Madonny Sobieskiej
Madonna Sobieska – obraz znajdujący się we wrocławskiej katedrze.

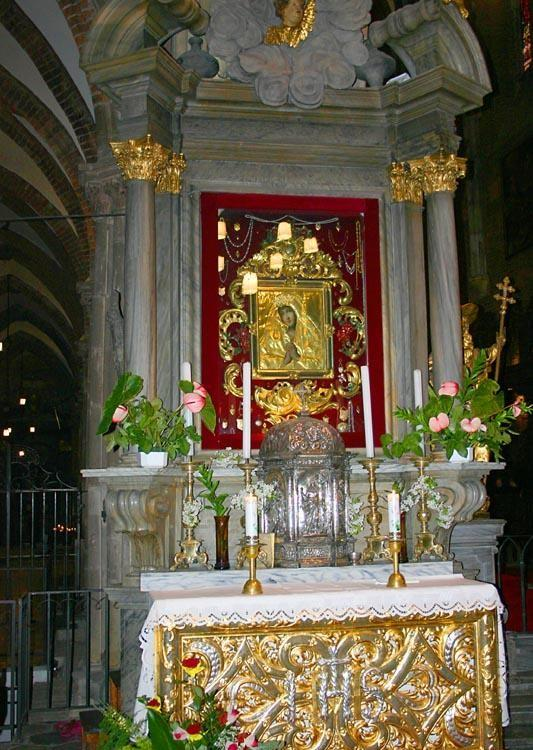
Ołtarz z obrazem

## Historia
Obraz został najprawdopodobniej namalowany przez Carla Marattiego na płótnie o wymiarach 45 x 57 cm. Został podarowany Janowi III Sobieskiemu przez papieża Innocentego XI. Według innej hipotezy obraz otrzymał Aleksander Sobieski z rąk papieża Klemensa XI. Miał on być darem dziękczynnym za wiktorię Wiedeńską. Następnie królowa Marysieńka miała go ofiarować parafii w Międzylesiu. 8 IV 1952 został przeniesiony (za sprawą wikariusza kapitulnego archidiecezji wrocławskiej Kazimierza Lagosza) do wrocławskiej katedry, gdzie znajduje się do dziś otoczony stale rosnącym kultem. Według następnej hipotezy z Sobieskim obraz nie miał nic wspólnego. Dzieło kościołowi miał ofiarować baron von der Goltz.
W 1997 roku Jan Paweł II koronował obraz oraz nadał mu tytuł Mater Adoramus.

## Opis obrazu
Madonna została ukazana na ciemnym tle, w niebieskim maforionie oraz w czerwonej sukni. Patrzy wprost na widza. Dawniej dzieciom opowiadano legendę o tym, że Matka Boża odwraca swój wzrok od niegrzecznych.